# Canevaworld
Canevaworld Resort is een resort aan het Gardameer in Italië. Het ligt tussen de badplaatsen Lazise en Peschiera del Garda, enkele kilometers van het populaire attractiepark Gardaland.
Canevaworld is 300.000 m² groot en wordt jaarlijks door circa 350.000 mensen bezocht. Het bestaat uit een water- en attractiepark, en een uitgaanscomplex met o.a. enkele restaurants. Het resort ontstond in 1965 met de opening van een inmiddels ter ziele gegane nachtclub, waar tot het einde van de twintigste eeuw extra gebieden naast zijn gebouwd.

## Themagebieden
De vier belangrijkste themagebieden van het Canevaworld Resort zijn:
- Caneva Aquapark: een groot waterpark dat bestaat uit de vier gedeelten Adventure Island, Baby Lagoon, Fun River en Relax Beach. Aquapark heeft een tropisch thema en bevat onder meer een 32 meter hoge waterglijbaan.
- Medieval Times: een naar de middeleeuwen gethematiseerd restaurant waarbij tijdens het eten een middeleeuwse voorstelling opgevoerd wordt.
- Movieland The Hollywood Park: sinds 2002 bestaat dit pretpark met zo'n 25 attracties en shows rond thema's als Hollywood en bekende films zoals U571. Ook is er een themagebied dat naar ruimtevaart is aangekleed. In het attractiepark zijn veel unieke attracties te vinden, waaronder een Gravitron.[1]
- Rock Star Café: een themarestaurant in Amerikaanse rockstijl.

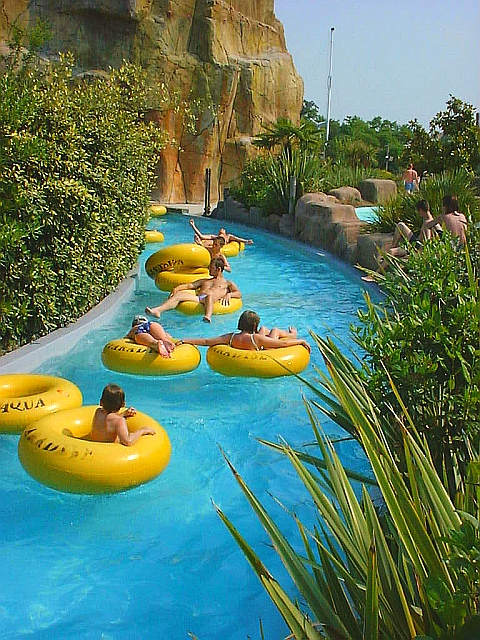
AquaPark
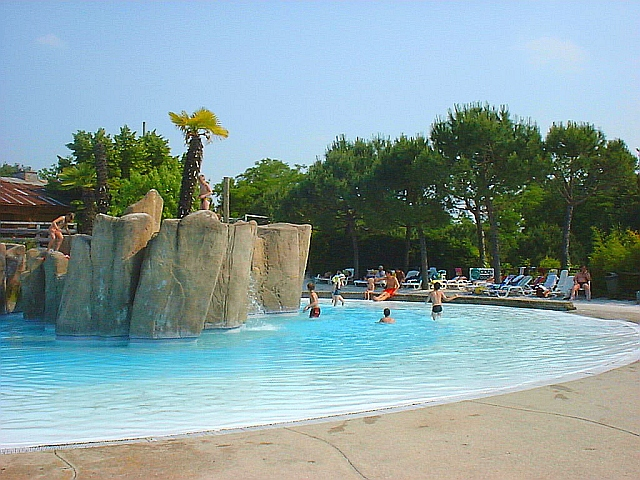
AquaPark
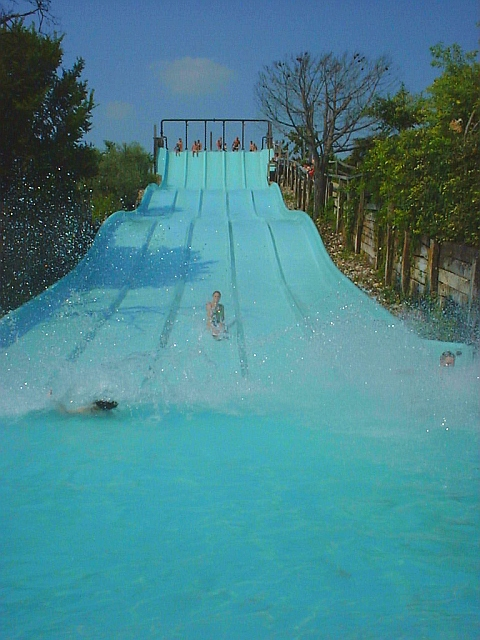
AquaPark
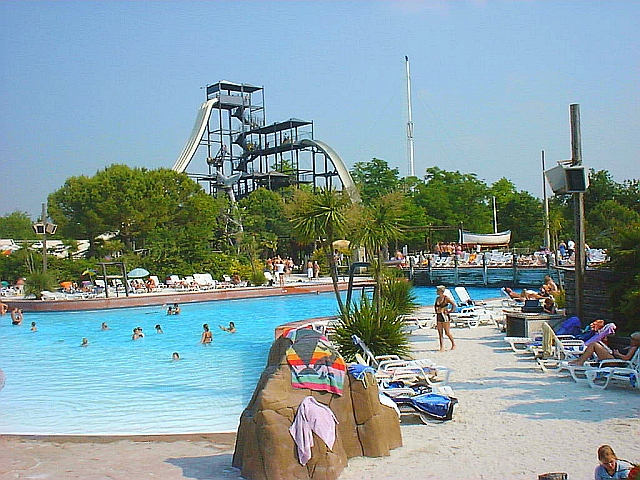
AquaPark
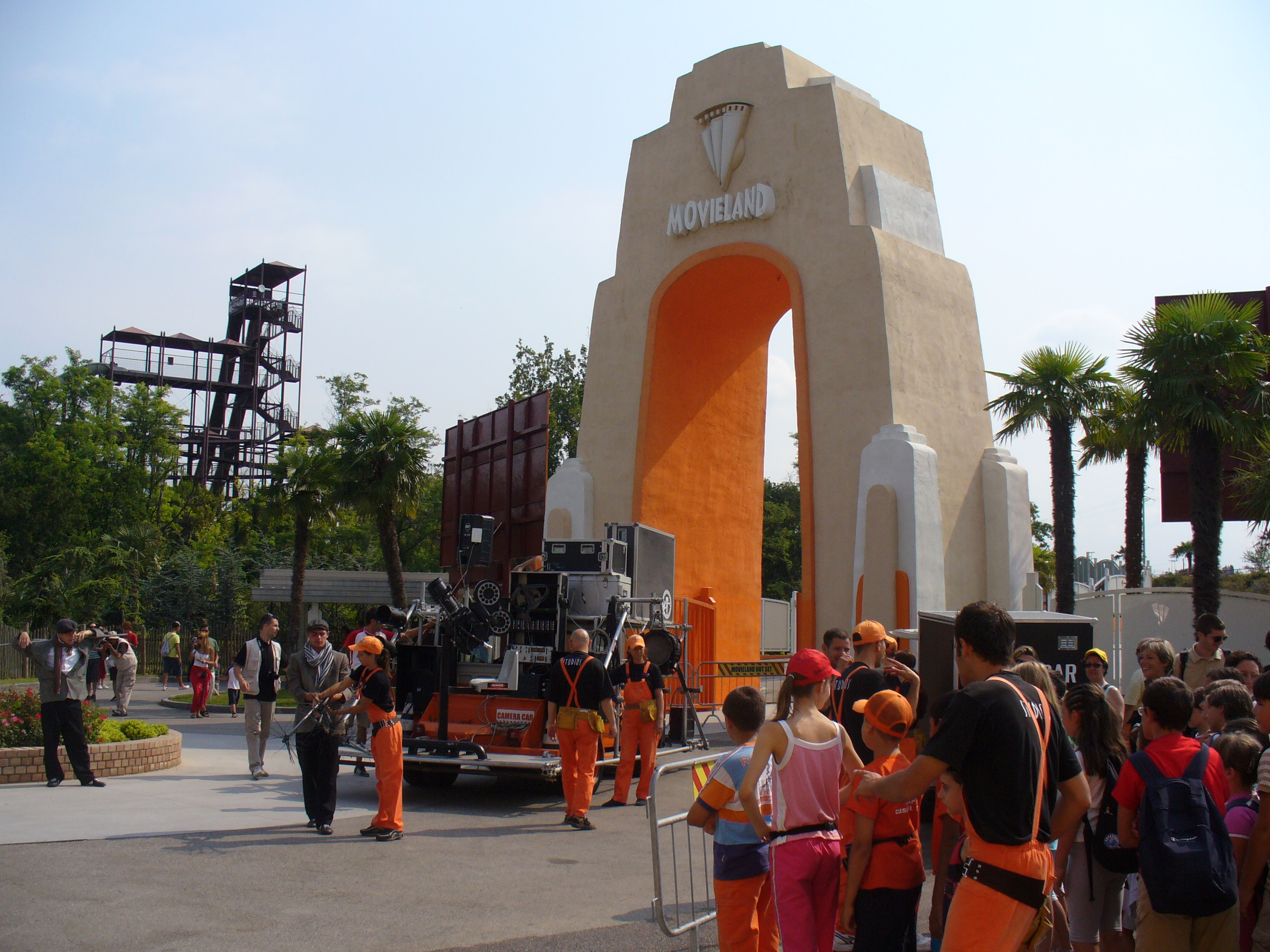
Ingang van Movieland Park
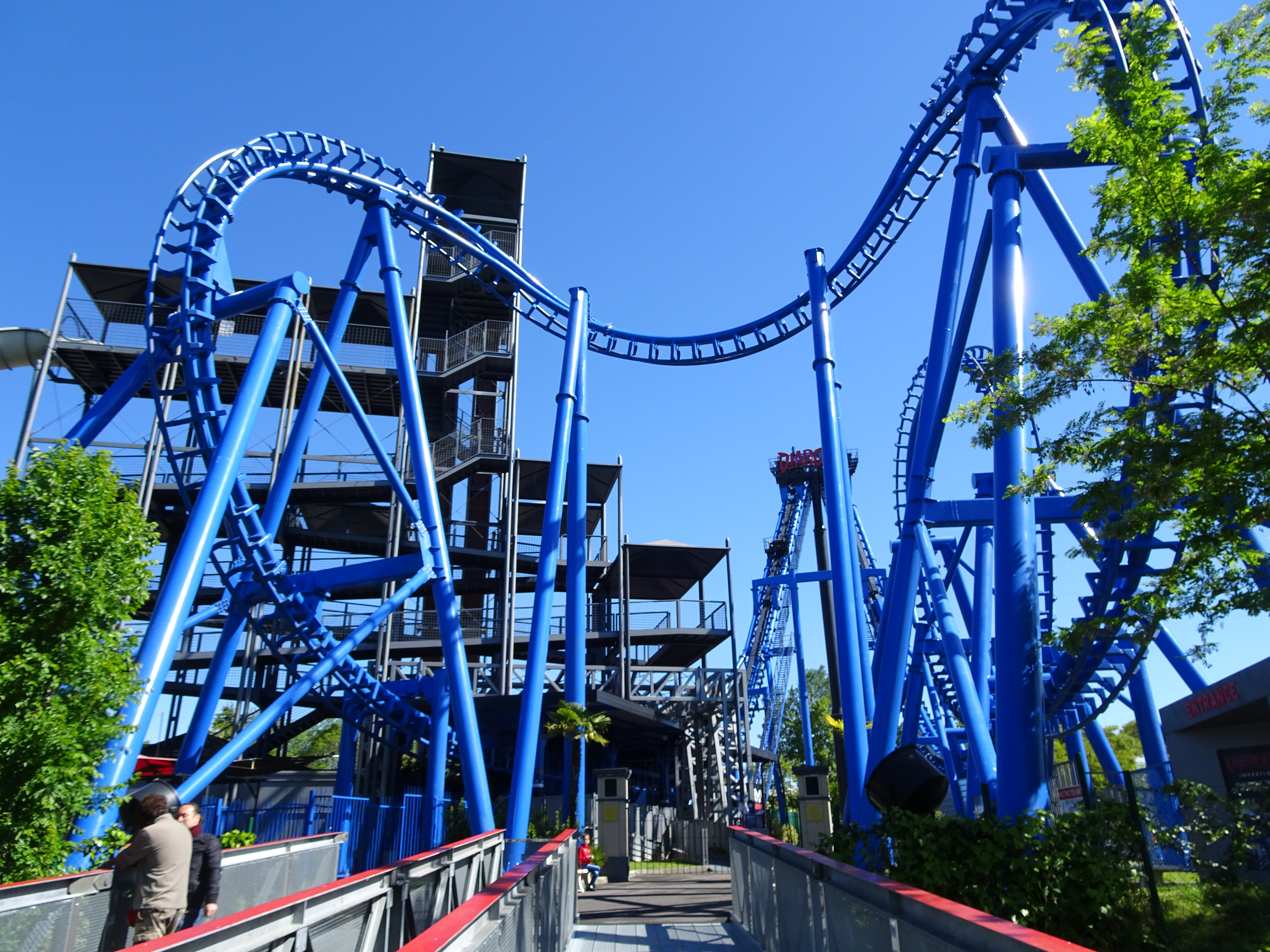
Omgekeerde Shuttle-achtbaan Diabolik Invertigo
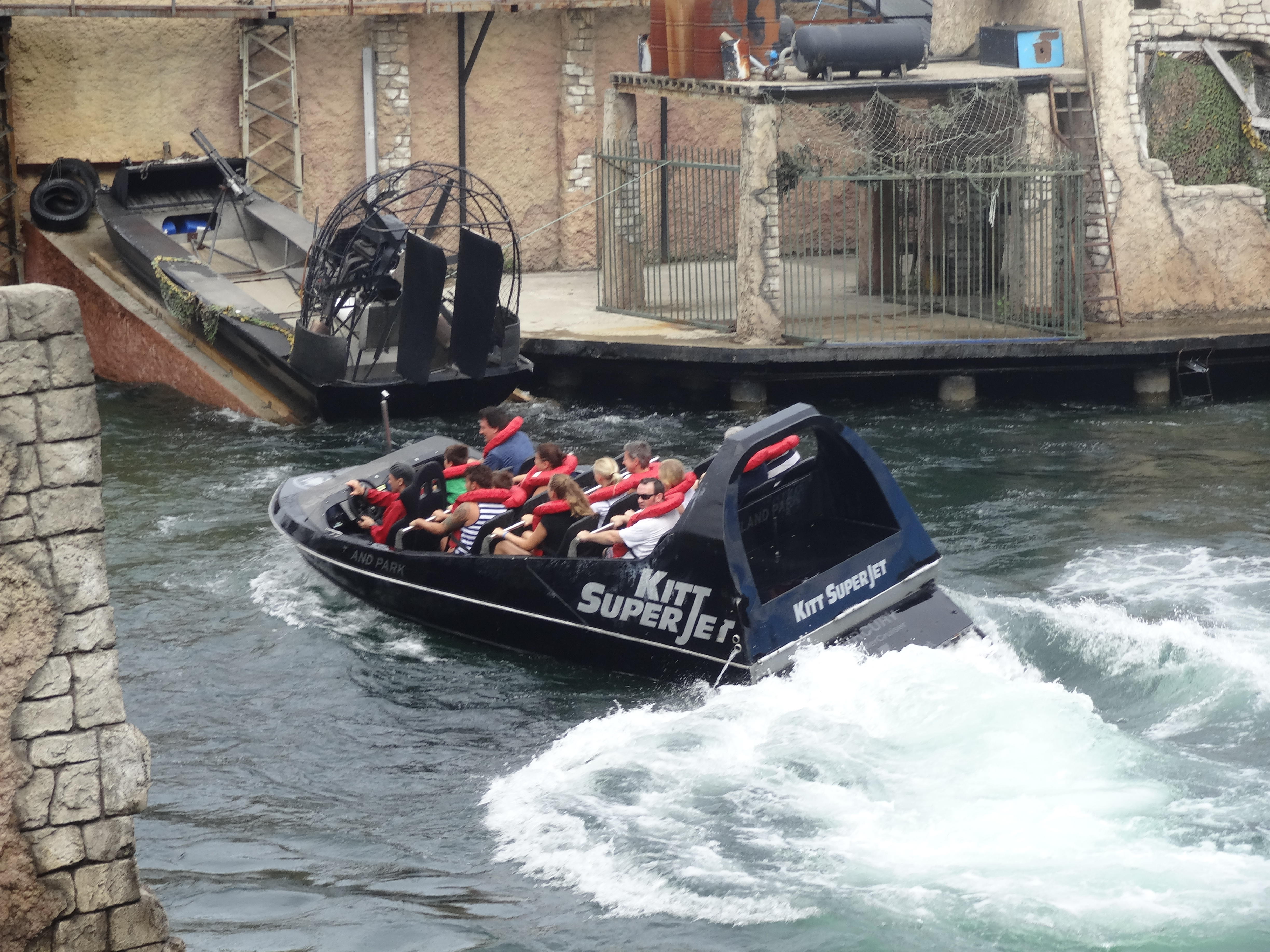
KITT Super Jet1
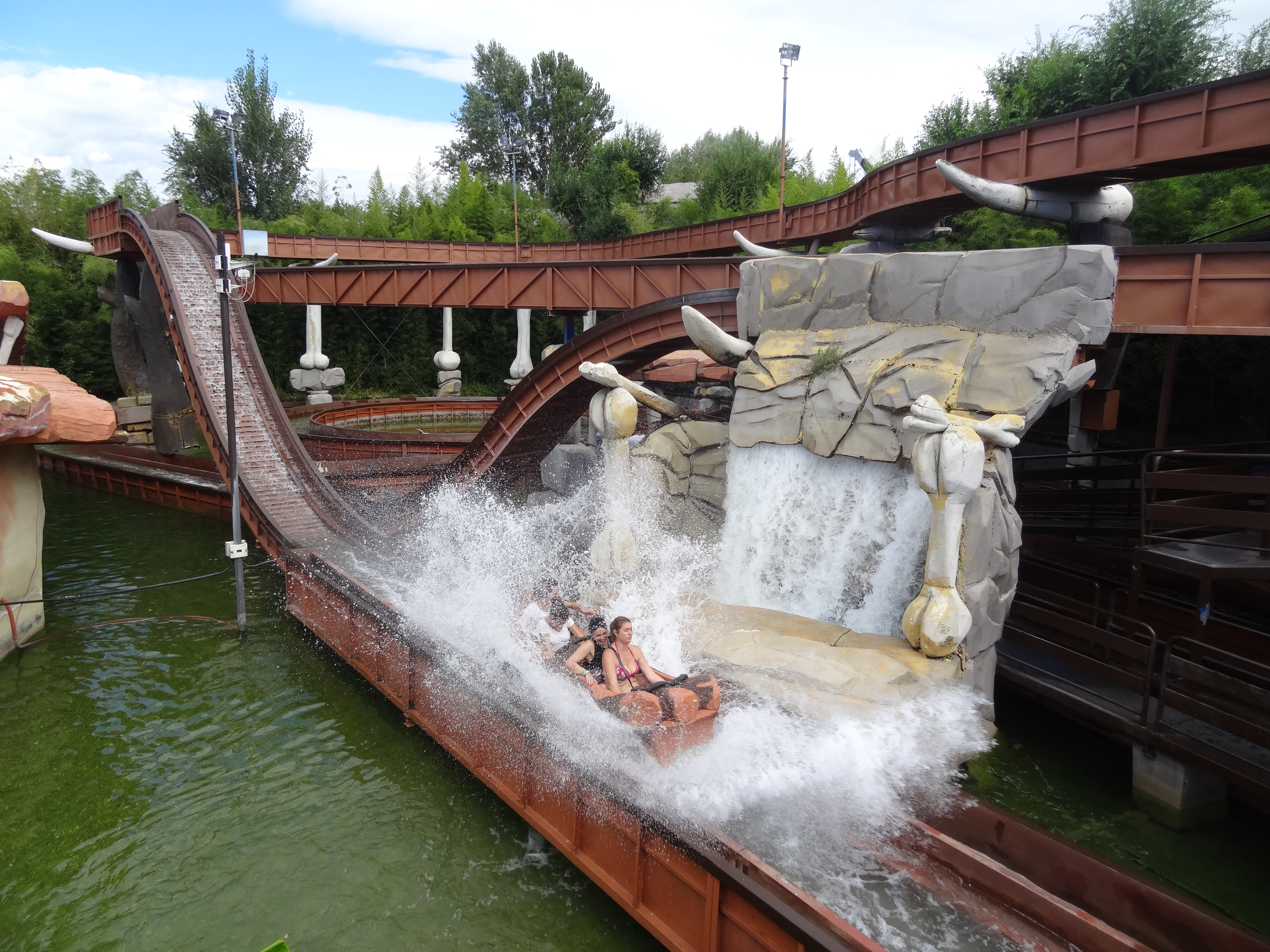
Troncosaurus
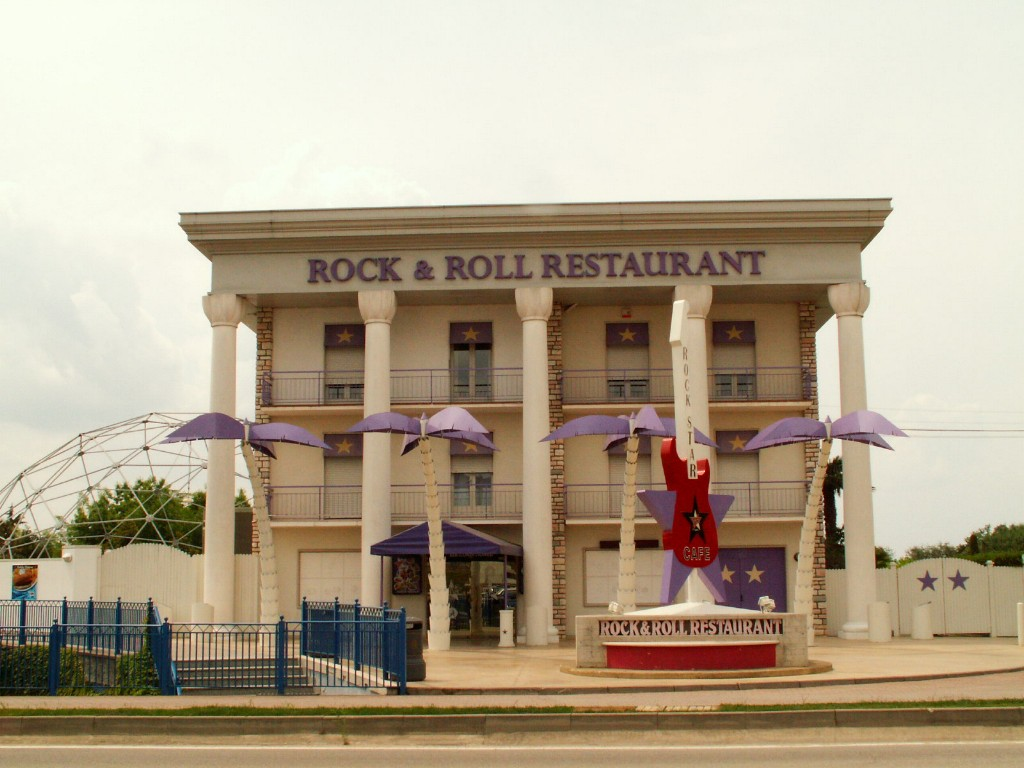
Rock Star Restaurant